# 385-та окрема бригада морських безпілотних комплексів спеціального призначення
385-та окрема бригада морських безпілотних комплексів спеціального призначення (385 ОБр МБпКСП) — бригада у складі Військово-морських сил Збройних сил України. Створена в серпні 2023 року, стала першим у світі підрозділом, спеціалізованим на морській війні безпілотників.

## Історія
Про існування українських безпілотних брандерів відомо щонайменше з вересня 2022 року, коли один такий безпілотник було знайдено поблизу Севастополя. Після цього українські надводні безпілотники неодноразово брали участь в атаках на російські кораблі та берегову інфраструктуру. Станом на 2023 рік існують багато класів безпілотників, не для всіх відомі назви та точні характеристики.
У серпні 2023 року стало відомо про формування бригади, що спеціалізується на таких засобах. 24 серпня президент Володимир Зеленський вручив новоствореній бригаді бойовий прапор. Ця бригада стала першим у світі підрозділом такого типу.